# Ibrahim Shah di Selangor
Paduka Sri Sultan Ibrahim Shah ibni Sultan Saleh ud-din (1736 – Kuala Selangor, 27 ottobre 1826) è stato sultano di Selangor in Malaysia dal 1778 al 1826.

## Biografia
Ibrahim Shah di Selangor nacque nel 1736 ed era figlio del sultano Salahuddin Shah e della sua prima moglie Engku Puan. Venne educato privatamente.
Salì al trono alla morte del padre nel 1778. Il 2 agosto 1784 fu sconfitto da una forza combinata di olandesi e del sultanato di Siak Sri Indrapura. Con la sua famiglia e ministri si ritirò prima a Hulu Selangor e poi nel Pahang. Riuscì a radunare un esercito di duemila uomini e il 28 luglio dell'anno successivo attaccò e sconfisse gli olandesi a Permatang. Subito dopo catturò Fort Altingsburg e Kuala Selangor. Il 29 luglio 1786 firmò un trattato grazie al quale gli fu restituita la corona.
Si sposò nove volte ed ebbe ventidue figli, tredici maschi e nove femmine.
Morì a Kuala Selangor il 27 ottobre 1826 e fu sepolto nel cimitero reale di Bukit Melawati.